# Dardo Sánchez
Dardo Sánchez Cal (* 4. April 1957 in Treinta y Tres) ist ein uruguayischer Politiker und Rechtsanwalt.
Sánchez schulischer Bildungsweg führte über die Escuela Nr. 25 "José Pedro Varela" und das Liceo Nr. 1 "Nilo Goyoaga" in seiner Geburtsstadt. Anschließend studierte er in Montevideo Rechtswissenschaften und schloss sein Studium an der juristischen Fakultät der Universidad de la República 1986 erfolgreich ab. Sánchez ist Mitglied der Partido Nacional. Im Jahr 1994 kandidierte er für die Lista 36 erfolglos um ein Mandat als Abgeordneter in der Cámara de Representantes. Von 1996 bis 1997 war er Präsident der Junta Departamental im heimischen Treinta y Tres. Von 1997 bis 2000 saß er als Edil in diesem departamentalen Parlament. Bei der Parlamentswahl 1999 bewarb er sich sodann erneut – wiederum erfolglos – um ein Abgeordnetenmandat, dieses Mal mit der von ihm ein Jahr zuvor mitbegründeten Lista 8. 2004 rückte er als gewählter Stellvertreter in die Abgeordnetenkammer nach. Zwischen 2005 und 2007 war er als Edil in der Junta Departamental tätig, rückte sodann aber 2007 erneut bis 2009 in die Cámara de Representantes nach. Bei den Kommunalwahlen vom 9. Mai 2010 trat er als Kandidat für das Amt des Intendente des Departamento Treinta y Tres an und gewann. Nunmehr ist er bis 2015 mit dieser Funktion betraut.